# 枝冠副脂䲁
枝冠副脂䲁（學名：Paraclinus naeorhegmis），為輻鰭魚綱䲁形目脂䲁科副脂䲁屬的一個種，分布於西大西洋巴哈馬海域，深度0至7公尺，本魚體長，吻部尖，觸鬚分佈於鼻孔、眼上方和頸背，鰓蓋具棘狀突起，側線完整且連續，拱起於胸鰭上方，鱗片29-30片，體褐色，體後部具3-4條不規則的深色橫帶，從眼後到胸鰭基部有一個白色斑點，在其後有幾個白色斑點，背鰭有6條深色橫帶，臀鰭有4條深色橫帶，背鰭後1/3處有一個小眼斑，背鰭硬棘26-27枚，第3和第4背棘之間有深凹口，背鰭軟條0-2枚，體長可達2.7公分，棲息在水淺的海草生長海床，生活習性不明。